# Epeorus margarita
Epeorus margarita är en dagsländeart som beskrevs av Edmunds och Allen 1964. Epeorus margarita ingår i släktet Epeorus och familjen forsdagsländor. Inga underarter finns listade i Catalogue of Life.